# Лорна Дун (фильм, 1990)
«Лорна Дун» (англ. Lorna Doone) — телефильм. Экранизация одноименного романа, автор которого — Ричард Додридж Блэкмор.

## Сюжет
1675 год. В глухом сельском Эксмуре все боятся аристократической семьи Дунов: они поставили себя вне закона и теперь живут грабежом и разбоем в уединённой долине. Один из Дунов убивает фермера Джека Ридда, и его сын Джон горит жаждой мести. Но он встречает очаровательную Лорну Дун и влюбляется в неё. Но всё разделяет влюблённых — и память о деде Джона, и аристократическое происхождение Лорны, и то, что она должна выйти замуж за своего кузена Карвера.

## В ролях
- Шон Бин — Карвер Дун
- Клайв Оуэн — Джон Ридд
- Полли Уокер — Лорна Дун
- Билли Уайтлоу — Сара Ридд
- Майлз Андерсон — Том Фаггус
- Рэйчел Кемпсон — леди Дугал
- Роберт Стивенс — сэр Энсон Дун
- Кеннет Хэй — судья Джеффрис
- Хью Фрейзер — король Яков II
- Джейн Гернетт — Энни Ридд